# Skoki do wody na Mistrzostwach Świata w Pływaniu 2017 – konkurs drużynowy
Konkurs drużynowy – jedna z konkurencji rozgrywanych w ramach skoków do wody, podczas mistrzostw świata w pływaniu w 2017. Zawody w tej konkurencji rozegrano 18 lipca, udział w nich brało 19 duetów.
Zwycięzcami konkurencji okazali się reprezentanci Francji Laura Marino i Matthieu Rosset. Drugą pozycję zajęli zawodnicy z Meksyku Viviana del Angel i Rommel Pacheco, trzecią zaś Amerykanie Krysta Palmer i David Dinsmore.

## Wyniki
| Miejsce | Zawodnicy                                    | Państwo           | Wynik  |
| ------- | -------------------------------------------- | ----------------- | ------ |
| 01 !    | Laura Marino Matthieu Rosset                 | Francja           | 406,40 |
| 02 !    | Viviana del Angel Rommel Pacheco             | Meksyk            | 402,35 |
| 03 !    | Krysta Palmer David Dinsmore                 | Stany Zjednoczone | 395,90 |
| 4.      | Maria Kurjo Patrick Hausding                 | Niemcy            | 379,55 |
| 5.      | Ahmad Azman Leong Mun Yee                    | Malezja           | 356,75 |
| 6.      | Chen Yiwen Qiu Bo                            | Chiny             | 355,15 |
| 7.      | Carolina Murillo Sebastián Villa             | Kolumbia          | 354,90 |
| 8.      | María Betancourt Jesús Liranzo               | Wenezuela         | 349,75 |
| 9.      | Giovanni Tocci Noemi Batki                   | Włochy            | 342,90 |
| 10.     | Kim Un-hyang Ri Hyon-ju                      | Korea Północna    | 341,20 |
| 11.     | Julia Timoszynina Jewgienij Kuzniecow        | Rosja             | 335,60 |
| 12.     | Melissa Wu Matthew Carter                    | Australia         | 325,35 |
| 13.     | Robyn Birch Daniel Goodfellow                | Wielka Brytania   | 303,15 |
| 14.     | Lim Shen-Yan Freida Jonathan Chan            | Singapur          | 302,85 |
| 15.     | Joey van Etten Celine van Duijn              | Holandia          | 299,40 |
| 16.     | Alena Chamułkina Wadim Kaptur                | Białoruś          | 290,50 |
| 17.     | Mohab Mohymen Maha Abdelsalam                | Egipt             | 284,20 |
| 18.     | Anastasija Niedobicha Ołeksandr Gorszkowozov | Ukraina           | 284,20 |
| 19.     | Anca Serb Aurelian Dragomir                  | Rumunia           | 250,60 |